# Charles Demuth
Charles Henry Buckius Demuth (Lancaster, 8 de novembro de 1883 - 23 de outubro de 1935) foi um pintor americano que se especializou em aquarelas e voltou-se para pintura a óleo no final de sua carreira, desenvolvendo um estilo de pintura conhecido como Precisionismo.
"Pesquise a história da arte americana", escreveu Ken Johnson no The New York Times, "e você descobrirá poucas aquarelas mais bonitas do que as de Charles Demuth. Combinando observação botânica exata e abstração vagamente cubista, suas aquarelas de flores, frutas e vegetais têm uma vivacidade mágica e uma sensualidade quase chocante."
Demuth residiu durante toda a vida em Lancaster, Pensilvânia . A casa que ele dividia com sua mãe é agora o Museu Demuth, que exibe seu trabalho. Formou-se na Franklin and Marshall Academy antes de estudar na Drexel University e na Pennsylvania Academy of Fine Arts da Filadélfia. Enquanto era aluno do PAFA, participou de uma mostra na Academia, e também conheceu William Carlos Williams em sua pensão. Os dois logo se tornaram amigos e permaneceram próximos pelo resto de suas vidas.
Mais tarde, estudou na Académie Colarossi e na Académie Julian em Paris, onde se tornou parte da cena artística de vanguarda. A comunidade artística parisiense aceitava a homossexualidade de Demuth. Após seu retorno à América, Demuth manteve aspectos do cubismo em muitas de suas obras.

## Primeiros anos
Charles Demuth nasceu em 8 de novembro de 1883 em Lancaster, Pensilvânia. Em 1889, quando Demuth tinha seis anos, sua família mudou-se para uma casa do século XVIII na 120 East King Street. No período colonial, a casa tinha sido uma taberna. A Tabacaria Demuth, de propriedade e administrada por sua família desde 1770, ficava ao lado. Demuth morou na casa de King Street com sua mãe, Augusta, pelo resto de sua vida. Ele mantinha um pequeno estúdio no segundo andar.
Ao longo de sua carreira, Demuth permaneceu profundamente ligado a Lancaster. A modesta arquitetura comercial e cívica da cidade foi tema de centenas de suas aquarelas e pinturas. Suas representações de armazéns, fábricas e casas geminadas imbuem essas estruturas comuns (às vezes ironicamente) com uma grandeza e glamour normalmente associados a catedrais, palácios e templos. Por exemplo, sua imagem de dois silos de grãos de Lancaster, intitulada My Egypt (1927), convida o espectador a comparar as formas volumétricas maciças com monumentos faraônicos como as pirâmides. Em 1907 pintou seu primeiro autorretrato a óleo. Demuth frequentou o Franklin e o Marshall College e mais tarde fez pós-graduação em arte na Filadélfia.
Demuth sofreu uma lesão aos quatro anos ou pode ter tido poliomielite ou tuberculose no quadril, deixando-o acentuadamente manco  e exigindo que ele usasse uma bengala. Mais tarde, desenvolveu diabetes e foi uma das primeiras pessoas nos Estados Unidos a receber insulina. Demuth pronunciava seu sobrenome com ênfase na primeira sílaba, o que lhe valeu o apelido de "Deem" entre amigos íntimos. De 1909 em diante, Demuth manteve um relacionamento amoroso com Robert Evans Locher,  decorador de interiores Art Déco e cenógrafo.

## Carreira

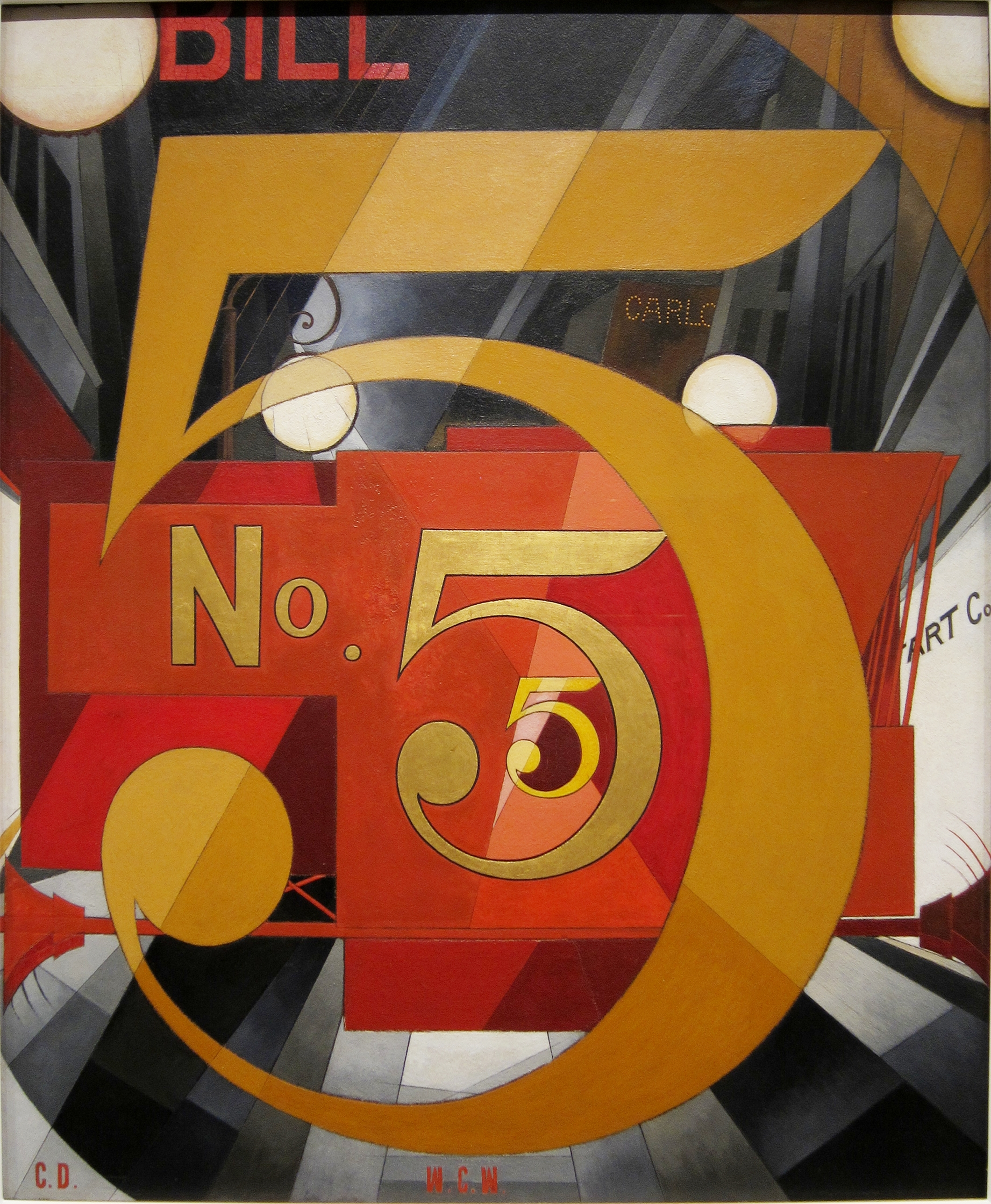
I Saw the Figure 5 in Gold 1928, coleção do Metropolitan Museum of Art, Nova York

Durante sua estada em Paris, conheceu Marsden Hartley caminhando até uma mesa de artistas americanos e perguntando se poderia se juntar a eles. Ele tinha um grande senso de humor, rico em duplos sentidos, e eles o convidaram para ser um membro regular do grupo. Através de Hartley, conheceu Alfred Stieglitz e tornou-se membro do grupo de Stieglitz. Em 1926, teve uma exposição individual na Anderson Galleries e outra na Intimate Gallery, galeria nova-iorquina dirigida por Stieglitz. Demuth foi apresentado ao modernismo durante viagens à Europa entre 1907 e 1921. Em viagens frequentes à cidade de Nova York, ele encontrou estilos e ideias de vanguarda, principalmente o cubismo, cuja influência se reflete em muitas de suas obras.

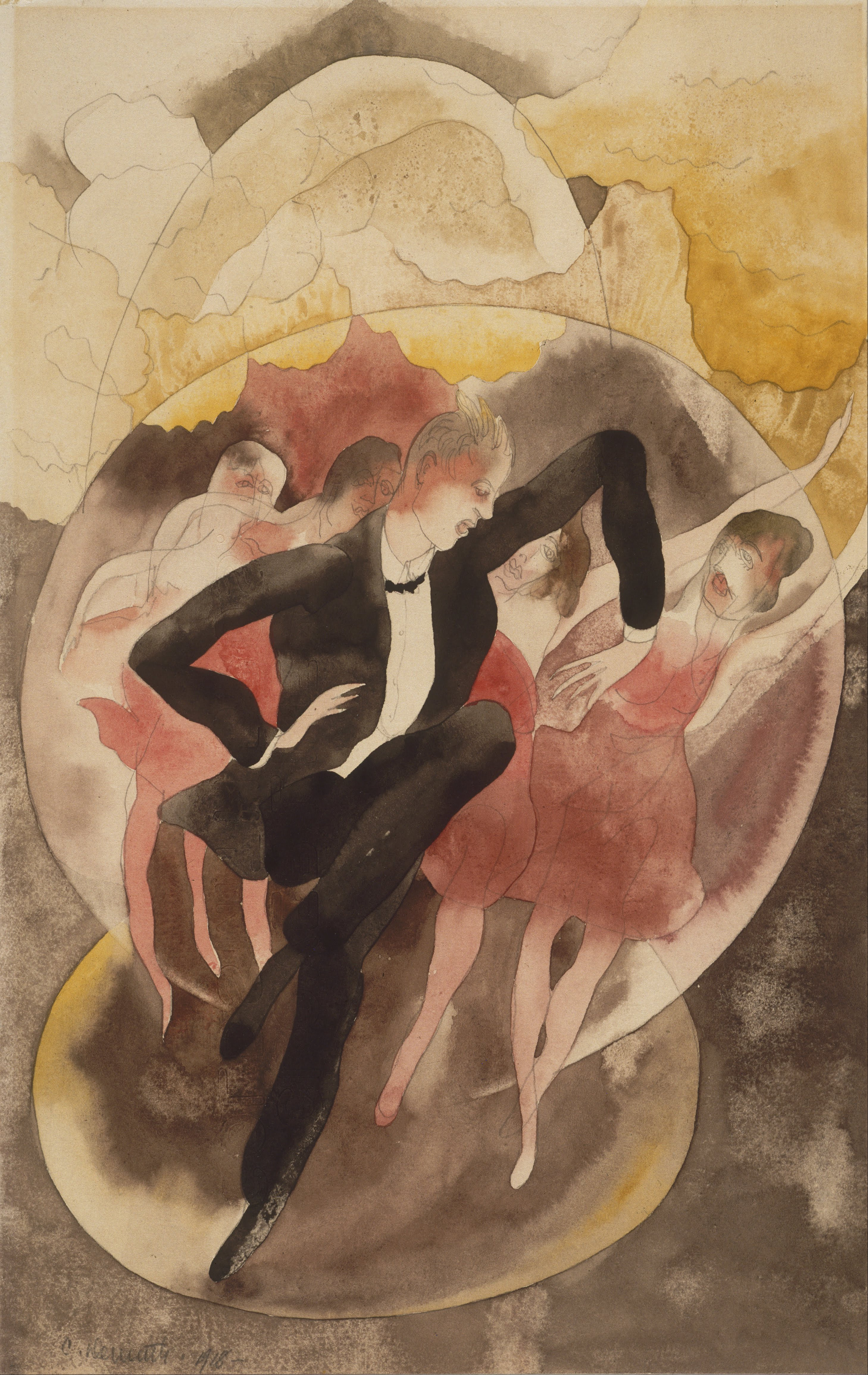
In Vaudeville (Dancer with Chorus), 1918, no Museu de Arte da Filadélfia

Seu quadro mais famoso, I Saw the Figure 5 in Gold , foi inspirado no poema " The Great Figure " de seu amigo William Carlos Williams . Roberta Smith descreveu o trabalho no The New York Times: "O famoso relato visionário de Demuth sobre Williams, I Saw the Figure Five in Gold, [é] uma pintura cujo título e arranjo em forma de medalhão de formas angulares foram ambos inspirados por um verso que o poeta escreveu depois de ver um carro de bombeiros passar por ele em uma rua chuvosa de Manhattan enquanto esperava que Marsden Hartley, cujo estúdio ele estava visitando, atendesse sua porta. Descrevendo sua importância, Judith H. Dobrzynski no The Wall Street Journal escreveu: "É o melhor trabalho em um gênero criado por Demuth, o 'retrato pôster'. É uma homenagem espirituosa a seu amigo íntimo, o poeta William Carlos Williams, e uma transliteração para pintura de seu poema, The Great Figure'. É um trabalho decididamente americano feito em uma época em que os artistas americanos estavam indo além das influências europeias. É uma referência às relações entrelaçadas entre as artes na década de 1920, um momento de polinização cruzada que levou ao Modernismo americano. E antecipa a arte pop."
A obra é um dos 10 pôsteres que Demuth pretendia criar para homenagear seus amigos criativos. Os seis concluídos foram uma homenagem a Williams mais Georgia O'Keeffe, Arthur Dove, Charles Duncan, John Marin e Bert Savoy . Os outros foram planejados para Marsden Hartley, Gertrude Stein, Eugene O'Neill e Wallace Stevens . Pintadas durante um período de recuperação de uma doença, essas pinturas retratam seus respectivos pintores, escritores e artistas por meio de objetos e linguagem referenciais, em oposição a representações literais. Essas obras provaram ser um desafio para os críticos. Um revisor descreveu as obras como tendo sido feitas em “um código para o qual não temos a chave”.
Demuth, juntamente com Georgia O'Keeffe e Charles Sheeler, foi um dos principais contribuintes para o movimento de arte precisionista, que começou a se desenvolver nos Estados Unidos por volta de 1915. As obras de Demuth muitas vezes retratavam uma gama específica de formas de uma maneira quase cubista e nitidamente definida, uma característica do Precisionismo. As cenas que ocorrem com frequência nas obras de Demuth são paisagens urbanas e rurais, muitas vezes consistindo em características industriais, como pontes, chaminés e arranha-céus. "Aucassin and Nicolette" de Demuth, que pode ser visto abaixo, é uma obra exemplar da arte precisionista. As características notáveis incluem a cena altamente estruturada sem figuras, a representação de um cenário industrial e a linearidade nítida criada por figuras geométricas sem nenhum indício de abstração. As obras de Demuth dessa natureza foram percebidas como irônicas e pessimistas à luz de seu tema.
Demuth iniciou uma série de quadros em 1919, inspirados na arquitetura de Lancaster. Ao criar essas obras, Demuth optou por não usar aquarela, em vez disso criou as obras em óleo e têmpera . Além disso, essas obras são maiores do que muitas de suas outras. Eles possuem um equilíbrio entre realismo e abstração. Em 1927, Demuth iniciou uma série de sete pinturas em painéis representando edifícios de fábricas em sua cidade natal. Ele terminou a última das sete, After All em 1933. Seis das pinturas foram destacadas em Chimneys and Towers: Charles Demuth's Late Paintings of Lancaster, uma retrospectiva de 2007 do Amon Carter Museum de seu trabalho, exibida em 2008 no Whitney Museum of American Art . De acordo com as notas da exposição de Amon Carter, o testamento de Demuth deixou muitos de seus quadros para Georgia O'Keeffe. Suas decisões estratégicas sobre quais museus receberiam essas obras consolidaram sua reputação como um importante pintor da escola Precisionista.

## Anos posteriores e morte
Demuth, um artista gay, era frequentador regular das casas de banho de Laffayette. Sua sexualidade era objeto de aquarelas, incluindo seu auto-retrato homoerótico de 1918 ambientado em uma casa de banho turca.
Demuth passou a maior parte de sua vida com uma saúde frágil. Em 1920, os efeitos do diabetes começaram a drenar severamente sua energia artística. Morreu em sua residência no Condado de Lancaster, Pensilvânia, aos 51 anos, devido a complicações do diabetes. Ele está enterrado no cemitério de Lancaster.

## Obras selecionadas

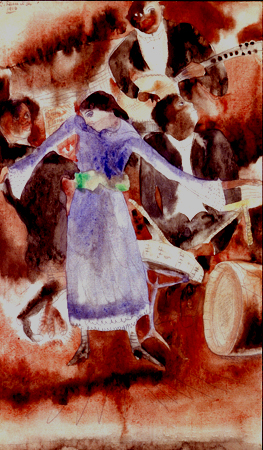
The Jazz Singer (1916)
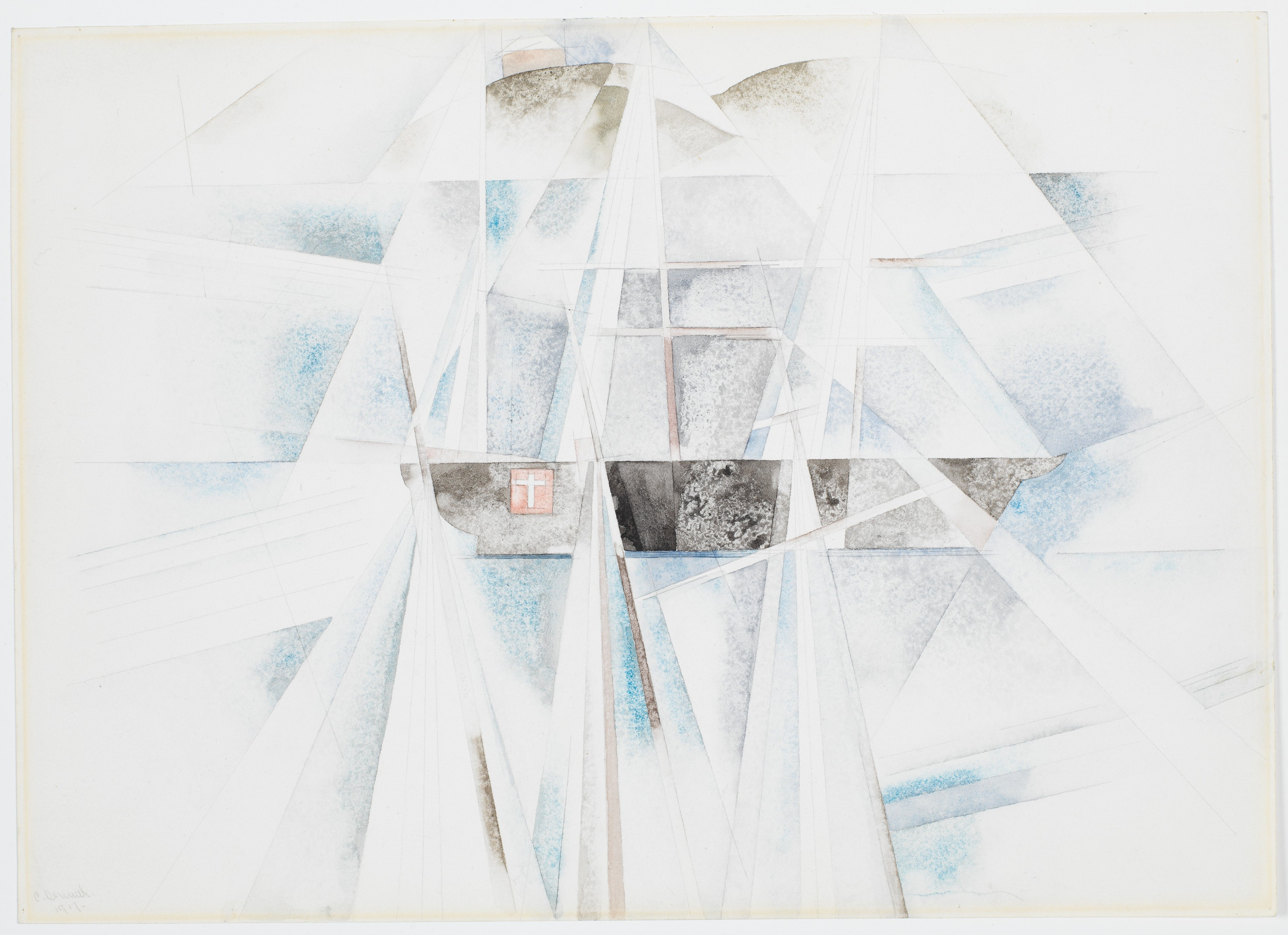
Bermuda No. 2, The Schooner (1917)
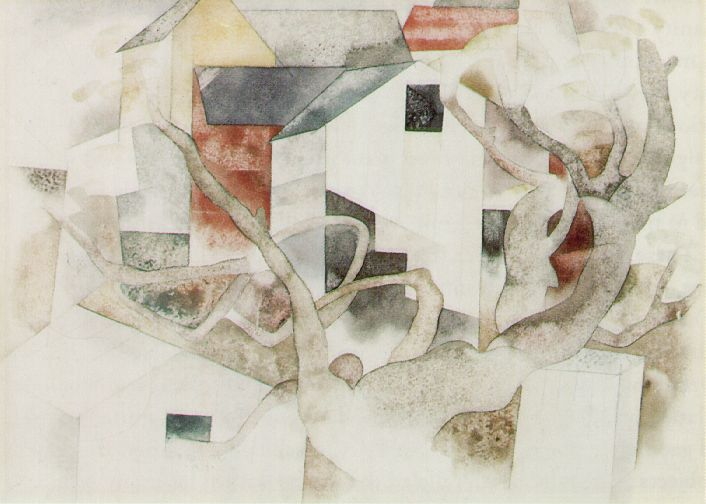
Trees and Barns Bermuda  (1917)
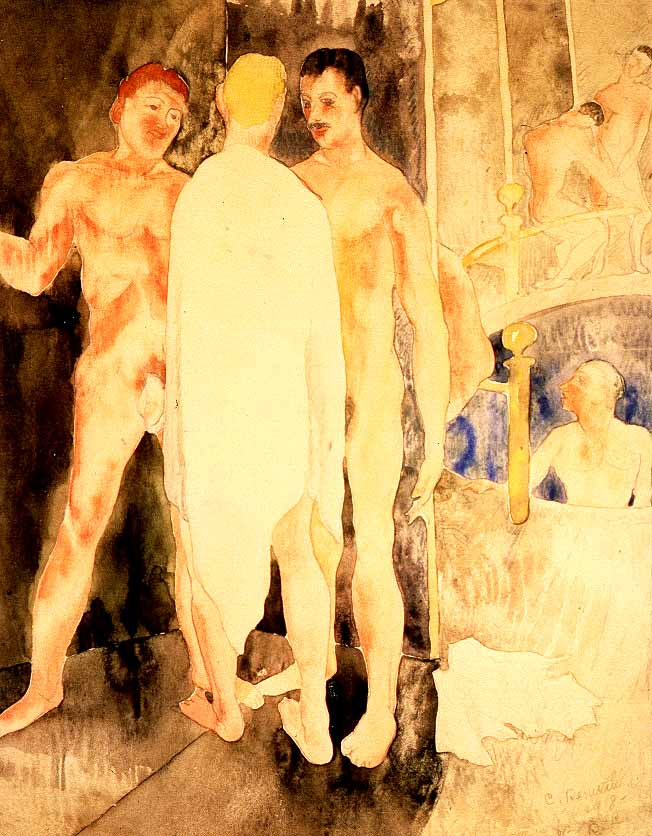
Turkish Bath with Self Portrait  (1918)
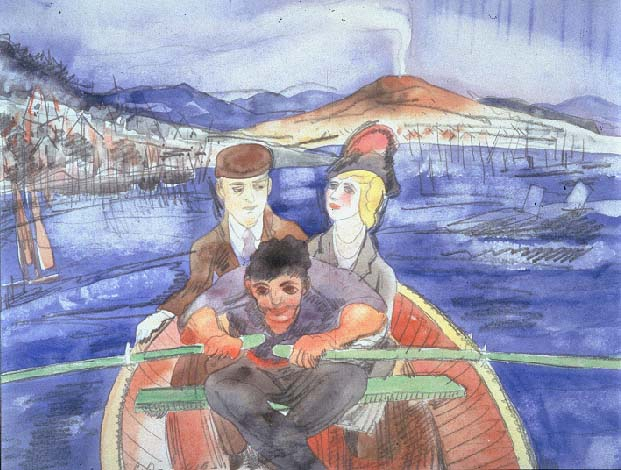
The Boat Ride from Sorrento (1919)
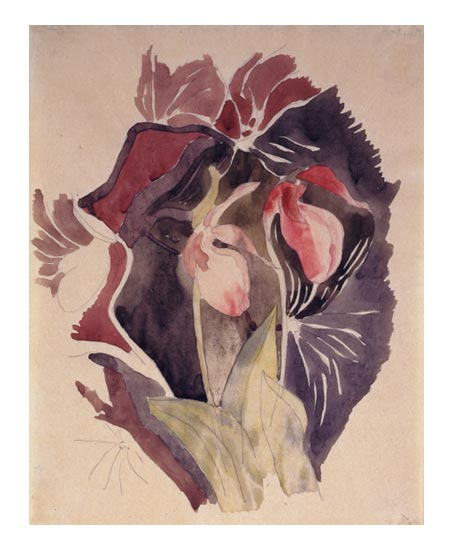
Wild Orchids (1920)
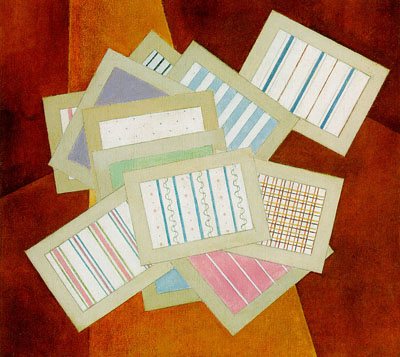
Spring (1921)
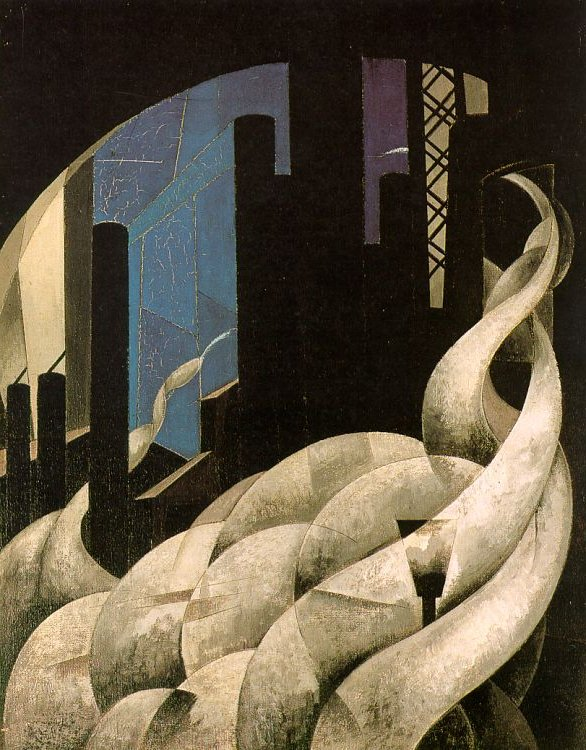
Incense of a New Church (1921)
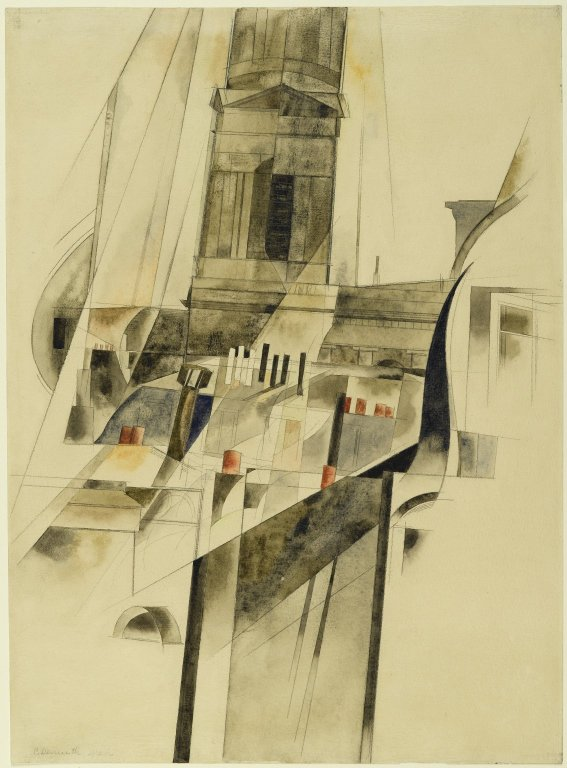
Roofs and Steeple (1921)
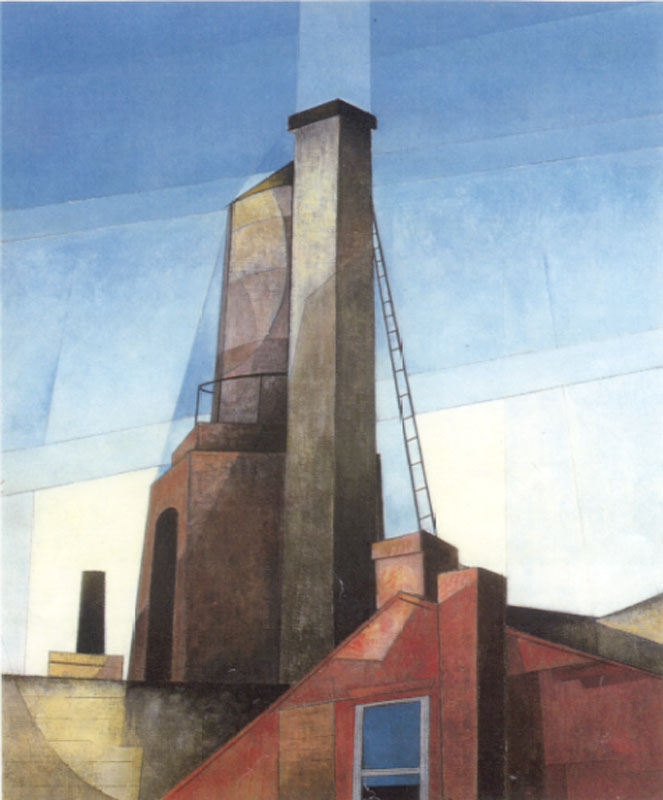
Aucassin and Nicolette (1921)
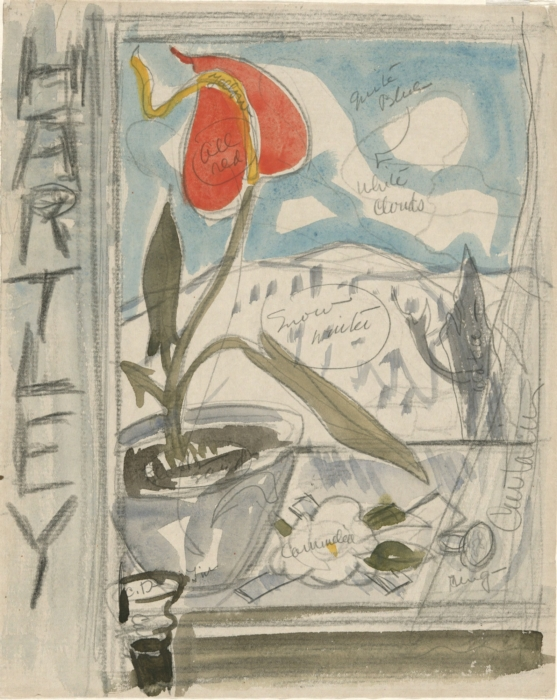
Study for Poster Portrait, Marsden Hartley (1921) (c. 1923–1924)
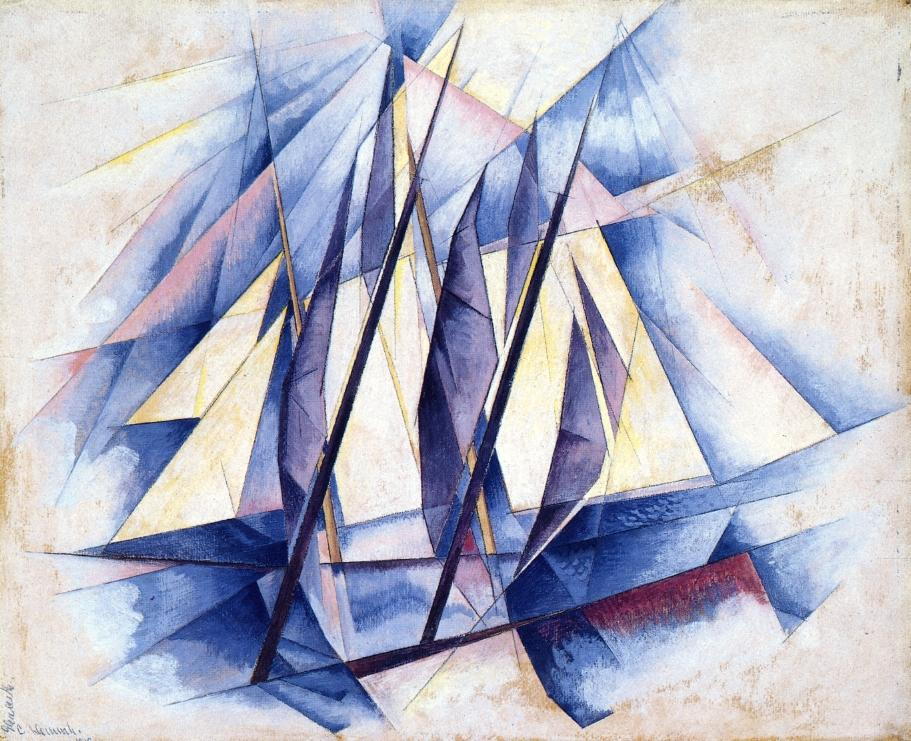
Sail: In Two Movements, 1919
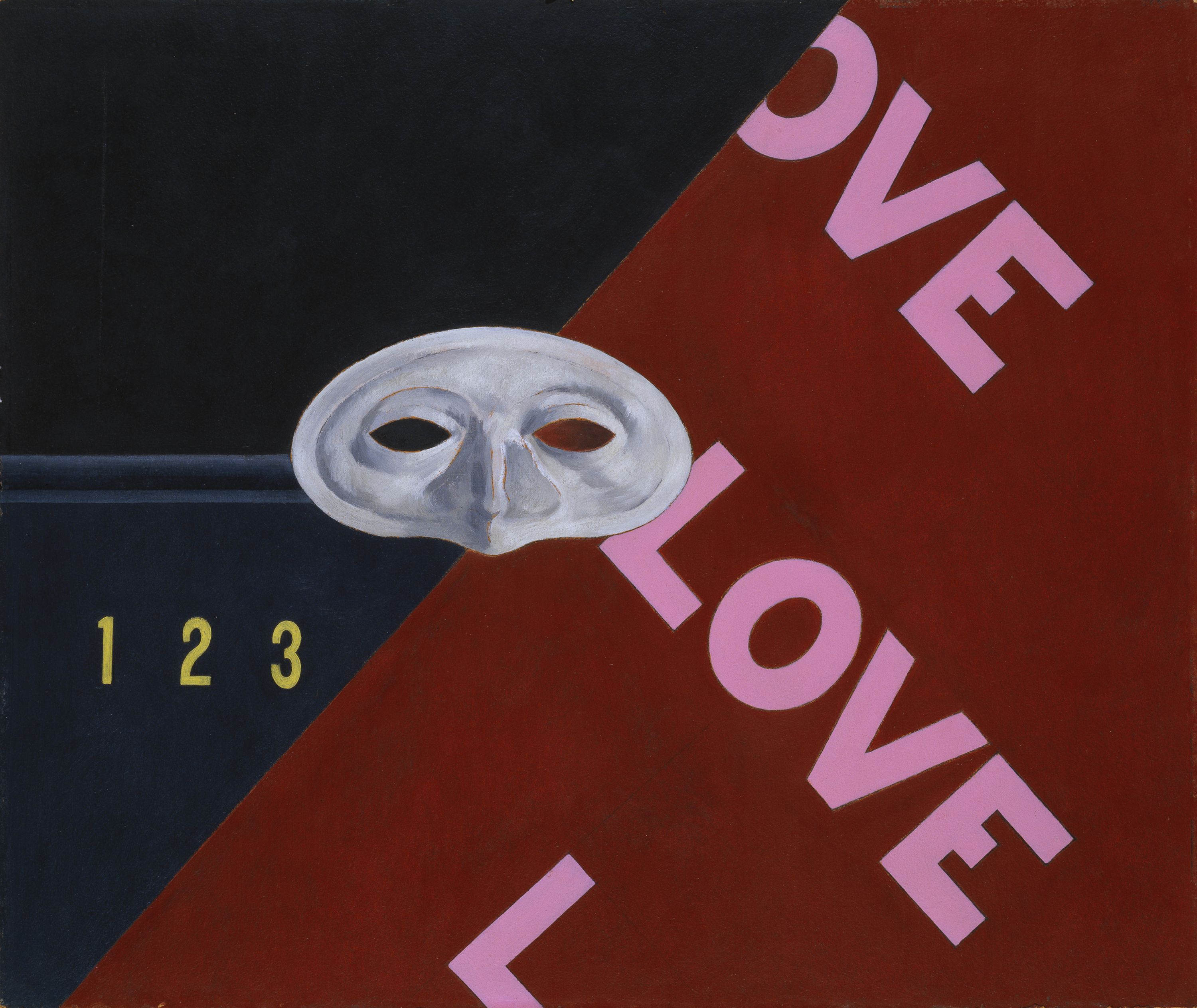
Charles Demuth - Love Love Love, 1928, Museu Thyssen-Bornemisza, Madrid